# 432

## Събития
- 31 юли – Св. Сикст II е избран за папа

## Починали
- 9 април – Целестин I, римски папа